# Rod Morgenstein
Rod Morgenstein (New York, 19 aprile 1953) è un batterista e insegnante statunitense, noto come membro della rock band Winger e del gruppo fusion Dixie Dregs.
Morgenstein è mancino e suona la batteria principalmente con la mano sinistra. È riconosciuto per la sua tecnica e la sua versatilità nel saper suonare più generi musicali diversi tra loro.
Parallelamente all'attività di musicista, svolge quella di docente presso il Berklee College of Music di Boston, Massachusetts.

## Discografia
Con i Dixie Dregs
- The Great Spectacular (1975)
- Free Fall (1977)
- What If (1978)
- Night of the Living Dregs (1979)
- Dregs of the Earth (1980)
- Unsung Heroes (1981)
- Industry Standard (1982)
- Off the Record (1988)
- Divided We Stand (1989)
- Bring 'Em Back Alive (1992)
- Full Circle  (1994)
- California Screamin' (2000)

Con i Winger
- Winger (1988)
- In the Heart of the Young (1990)
- Pull (1993)
- The Very Best of Winger (2001)
- Headed for a Heartbreak and Other Hits (2003)
- IV (2006)
- Demo Anthology (2007)
- Live (2007)
- Karma (2009)
- Better Days Comin' (2014)

 Con i The Jelly Jam
- The Jelly Jam (2002)
- The Jelly Jam 2 (2004)
- Shall We Descend (2011)
- Profit (2016)

 Con i Platypus 
- 1998 - When Pus Comes to Shove
- 2000 - Ice Circles

Altri album
- Artisti vari - Burning for Buddy: A Tribute to the Music of Buddy Rich (1994)
- Kip Winger - This Conversation Seems Like a Dream (1997)
- Kip Winger - Songs from the Ocean Floor (2000)
- Jordan Rudess - Rhythm of Time (2004)
- Jordan Rudess - The Road Home (2007)